# Ambasada Gwinei Bissau w Moskwie
Ambasada Gwinei Bissau w Moskwie – misja dyplomatyczna Republiki Gwinei Bissau w Federacji Rosyjskiej.
Ambasador Gwinei Bissau w Moskwie oprócz Federacji Rosyjskiej akredytowany jest również m.in. w Rzeczypospolitej Polskiej.

## Historia
Stosunki dyplomatyczne pomiędzy Gwineą Bissau a Związkiem Sowieckim zostały ustanowione 6 października 1973.